# Weliczka Rusewa
Weliczka Dobrewa Rusewa (bułg. Величка Добрева Русева) – bułgarska brydżystka.

## Wyniki brydżowe

### Zawody europejskie
W europejskich zawodach zdobyła następujące lokaty:
| Zawody europejskie. Konkurencja teamów | Zawody europejskie. Konkurencja teamów | Zawody europejskie. Konkurencja teamów | Zawody europejskie. Konkurencja teamów | Zawody europejskie. Konkurencja teamów | Zawody europejskie. Konkurencja teamów |
| Rok                                    | Miejsce                                | Zawody                                 | Kategoria                              | Drużyna                                | Pozycja                                |
| -------------------------------------- | -------------------------------------- | -------------------------------------- | -------------------------------------- | -------------------------------------- | -------------------------------------- |
| 2011                                   | Bad Honnef                             | 10. Puchar Europy                      | Open                                   | Vito                                   | 3                                      |

## Klasyfikacja
- Weliczka Rusewa – klasyfikacja WBF (ang.)
- Weliczka Rusewa – klasyfikacja EBL (ang.)